# Arena (stolica tytularna)
Arena (łac. Diocesis  Arenensis) – stolica historycznej diecezji we Cesarstwie rzymskim w prowincji Mauretania Cezarensis, zlikwidowana w VII w. podczas ekspansji islamskiej, współcześnie w północnej Algierii. Obecnie katolickie biskupstwo tytularne. 

## Biskupi tytularni
| Lp. | Biskup                  | Funkcja                                            | Od                   | Do                  |
| --- | ----------------------- | -------------------------------------------------- | -------------------- | ------------------- |
| 1   | Luís António de Almeida | emerytowany biskup Bragançy i Mirandy (Portugalia) | 4 października 1935  | 19 kwietnia 1941    |
| 2   | Joseph-Conrad Chaumont  | biskup pomocniczy Montrealu (Kanada)               | 28 czerwca 1941      | 8 października 1966 |
| 3   | György Zemplén          | biskup pomocniczy Ostrzyhomia (Węgry)              | 10 stycznia 1969     | 29 marca 1973       |
| 4   | Roger-Émile Aubry       | wikariusz apostolski Reyes (Boliwia)               | 14 czerwca 1973      | 17 lutego 2010      |
| 5   | Mário Antônio da Silva  | biskup pomocniczy Manaus (Brazylia)                | 9 czerwca 2010       | 22 czerwca 2016     |
| 6   | Louis Corriveau         | biskup pomocniczy Quebecu (Kanada)                 | 25 października 2016 | 21 maja 2019        |
| 7   | Jorge Pierozan          | biskup pomocniczy São Paulo (Brazylia)             | 24 lipca 2019        | 22 czerwca 2024     |
| 8   | Stephan Lipke           | biskup pomocniczy Nowosybirska (Rosja)             | 12 września 2024     |                     |